# Mesembrinormia pertyi
Mesembrinormia pertyi är en tvåvingeart som beskrevs av Townsend 1931. Mesembrinormia pertyi ingår i släktet Mesembrinormia och familjen parasitflugor. Inga underarter finns listade i Catalogue of Life.